# Gran Premio di Lugano 2016
Der 70. Gran Premio di Lugano 2016 war ein schweizerisches Straßenradrennen im Kanton Tessin mit Start und Ziel nach 184,9 km in Lugano. Es fand am 28. Februar 2016 statt. Zudem war es Teil der UCI Europe Tour 2016 und dort in der Kategorie 1.HC eingestuft worden.

## Teilnehmende Mannschaften
| WorldTeams (3)- Dimension Data - IAM Cycling - Lampre-Merida Professional Continental Teams (8)- Androni Giocattoli-Sidermec - Bardiani CSF - Gazprom-RusVelo - Nippo-Vini Fantini - Team Novo Nordisk - Team Roth - Stölting Service Group - Verva ActiveJet Continental Teams (4)- Amore & Vita-Selle SMP - Christina Jewelry - D'Amico Bottecchia - Unieuro Wilier |
| |

## Rennergebnis
| #      | Fahrer              | Team                | Zeit       |
| ------ | ------------------- | ------------------- | ---------- |
| Sieger | Sonny Colbrelli     | Bardiani CSF        | 5h 02' 07" |
| 2.     | Diego Ulissi        | Lampre-Merida       | gl. Zeit   |
| 3.     | Roberto Ferrari     | Lampre-Merida       | gl. Zeit   |
| 4.     | Andrei Solomennikow | Gazprom-RusVelo     | gl. Zeit   |
| 5.     | Jarlinson Pantano   | IAM Cycling         | gl. Zeit   |
| 6.     | Damiano Cunego      | Nippo-Vini Fantini  | +0' 04"    |
| 7.     | Omar Fraile         | Team Dimension Data | +0' 07"    |
| 8.     | Simone Andreetta    | Bardiani CSF        | +0' 38"    |
| 9.     | Igor Anton          | Team Dimension Data | gl. Zeit   |
| 10.    | Roman Maikin        | Gazprom-RusVelo     | +1' 02"    |